# Francesco Sabatini

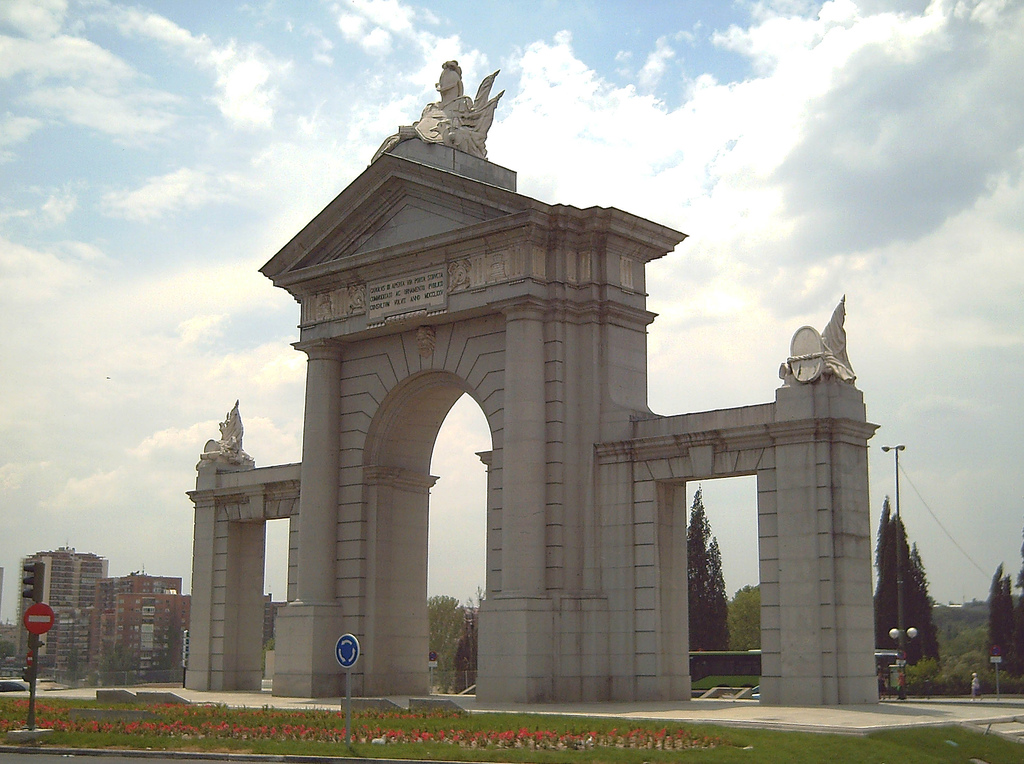
Puerta de San Vicente (Madrid, 1775).

Francesco Sabatini (Palerm, Regne de Sicília, 1722 — Madrid, Regne d'Espanya, 1797), de vegades també Francisco Sabatini, fou un arquitecte italià que va desenvolupar la major part de la seua carrera professional a Espanya, al servei de la Casa reial. L'estil dels seus edificis es pot considerar com un barroc classicista, pròxim al Renaixement, haurà d'esperar que Juan de Villanueva desenvolupe el seu quefer arquitectònic per a poder parlar d'un estil neoclàssic pur.

## Biografia

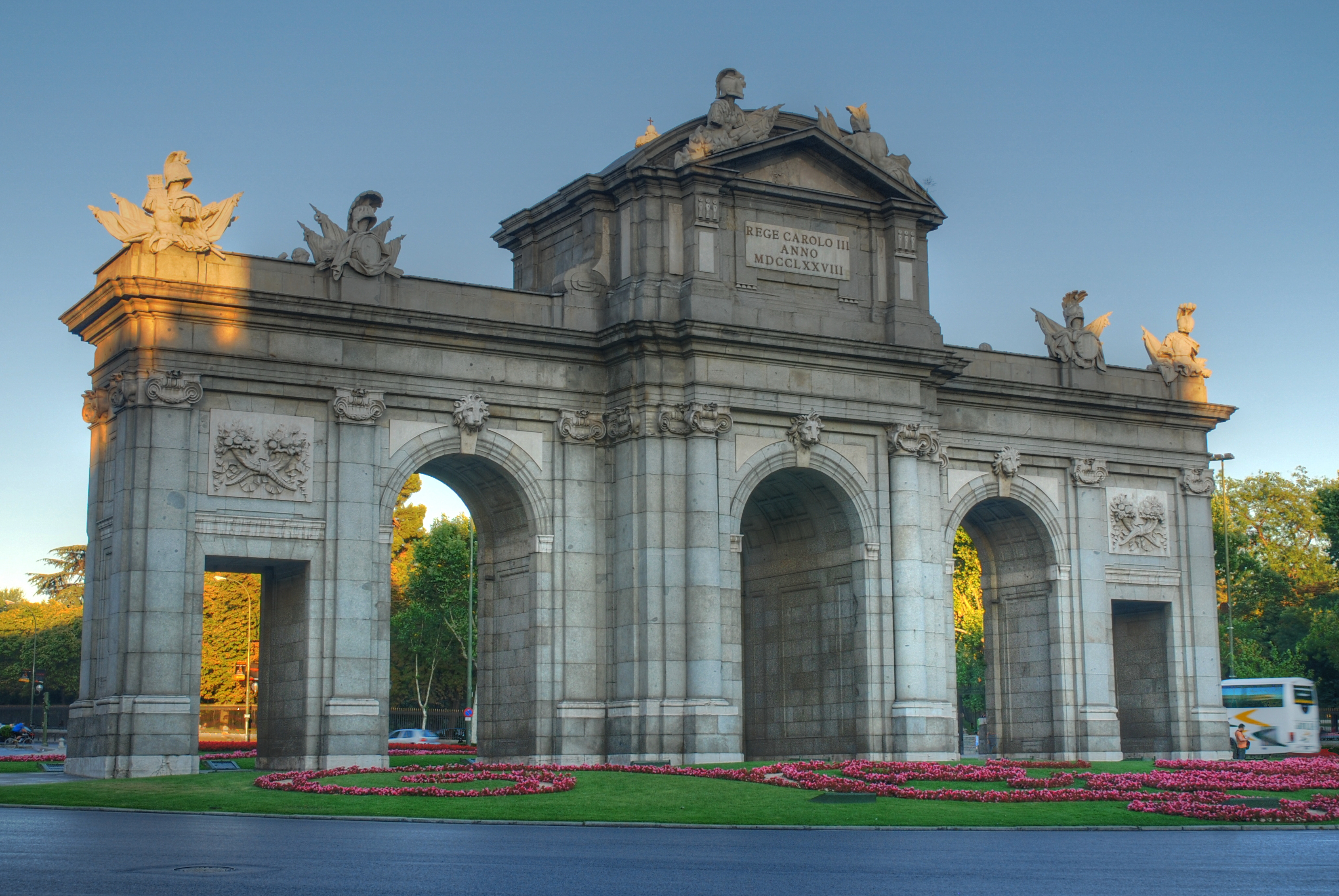
Puerta de Alcalá (Madrid, 1778).

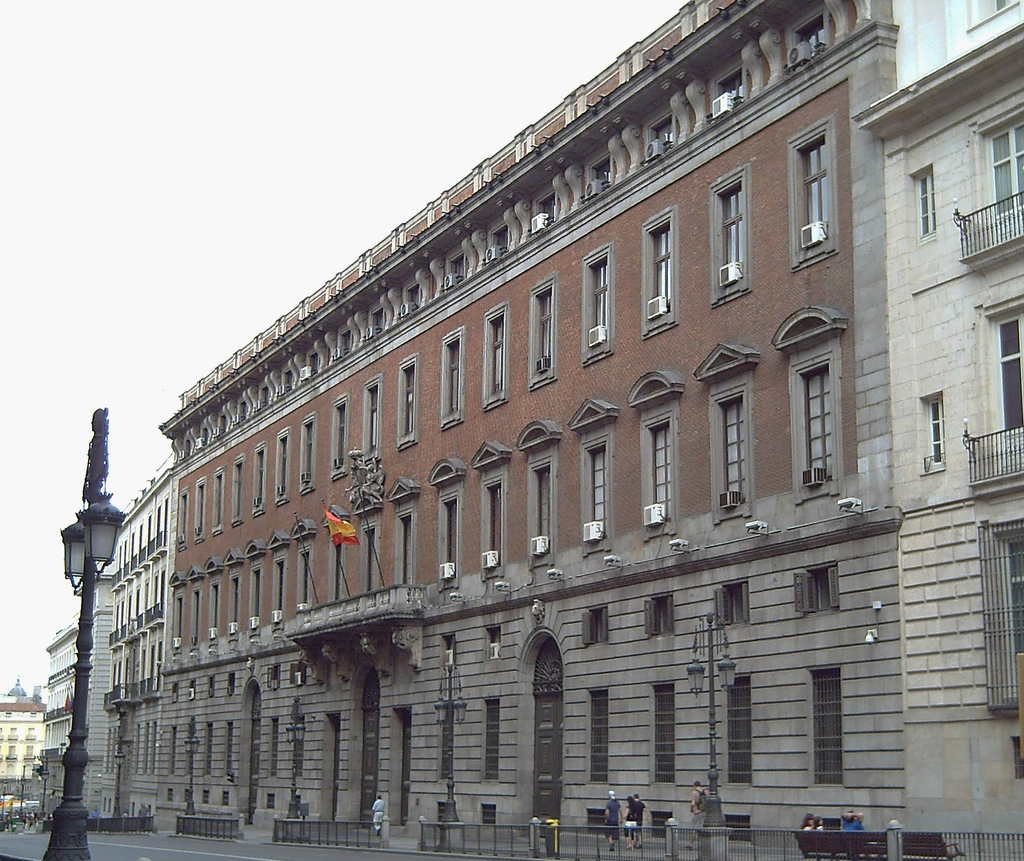
Real Casa de la Aduana (Madrid, 1769).

Sabatini va nàixer a Palerm, (Sicília, aleshores part del Regne de Sicília, estudià arquitectura a Roma. Els seus primers contactes amb la monarquia espanyola es degueren a la seua participació en la construcció del Palau Reial de Caserta per al rei de Nàpols, Carles VII, el futur rei Carles III, sota la direcció del seu sogre Luigi Vanvitelli.
Quan Carles ocupa el tron espanyol el crida a Madrid en 1760 i el va ascendir per damunt dels arquitectes espanyols més destacats de l'època, nomenant-lo Mestre Major de les Obres Reials, amb el rang de tinent coronel del Cos d'Enginyers, i al mateix temps se'l nomenava acadèmic honorífic de la Reial Acadèmia de Belles Arts de San Fernando.
La totalitat de la seua carrera s'inscriu dins del neoclassicisme, però amb la diferència què la seua inspiració principal no és l'arquitectura clàssica de Grècia i Roma com fan altres autors del mateix temps, sinó l'arquitectura del Renaixement italià.
El seu talent com a arquitecte i el favor reial li van proporcionar nombrosos treballs i encàrrecs. La seua trajectòria professional es va veure premiada en repetides ocasions, fou ascendit a tinent general del Cos d'Enginyers, se li atorgà l'hàbit de cavaller de l'Orde de Santiago, i tenia accés directe al cercle de confiança del rei després del seu nomenament com a gentilhome de cambra.

## Obres
Del seu nombrós treball, destaca:

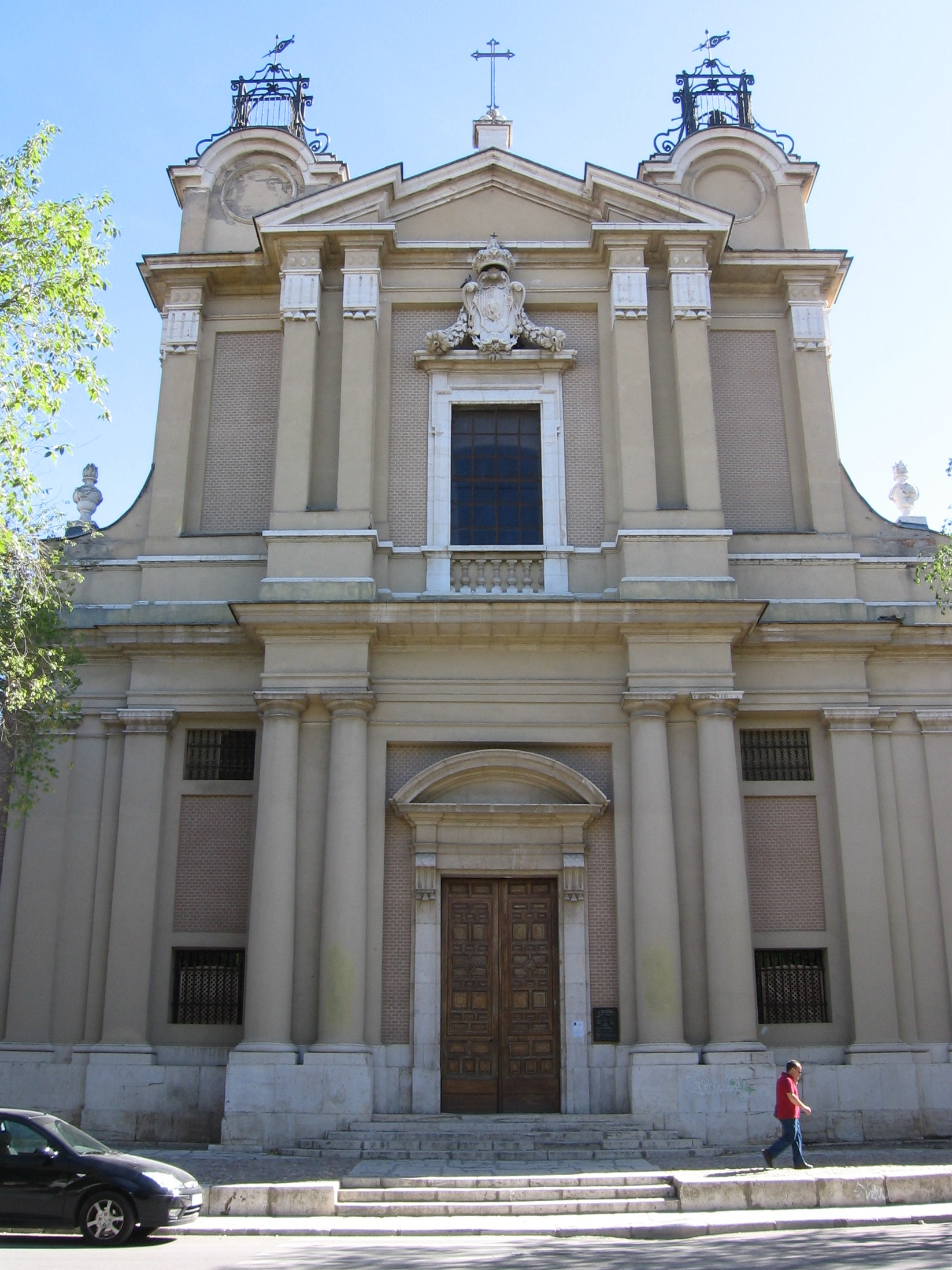
Convent de San Pascual (Aranjuez, 1770).

- Substitueix a Sacchetti en les obres del Palau Reial de Madrid fins al seu acabament en (1760-1764).
- Realitza les Instrucciones de alcantarillado, empedrado y limpieza de la corte (1761-1765) per l'adecentament de la ciutat de Madrid.
- Construeix la Real Casa de la Aduana en el carrer de Alcalá (1761-1769), seu actual del Ministeri d'Economia i Hisenda.
- Realitza junt amb Francisco Gutiérrez els sepuclres de Ferran VI i Bàrbara de Bragança, que es troben en l'església de les Salesas Reales.
- Construeix el Convent de San Pascual d'Aranjuez, (1765-1770).
- Dirigeix les obres de remodelació de la Cuesta de San Vicente, (1767-1777).
- Comença la prolongació de l'ala sud-est del Palau Reial, (1772).
- Reedifica el monestir de les Comendadoras de Santiago (1773).
- Projecta i construeix la Porta d'Alcalá (1774-1778).
- En 1774 es fa càrrec de la direcció de les obres de la Real Basílica de San Francisco el Grande de Madrid, fins al seu acabament en 1784.
- Construeix la Puerta de San Vicente (1775).
- Construeix la Casa dels Secretaris d'Estat i del Despatx, també coneguda com el Palau del Marqués de Grimaldi i Palau de Godoy, (1776).
- Continua les obres de l'Hospital General, iniciades per José de Hermosilla (1776-1781) durant el regnat de Ferran VI (en l'actualitat és seu del Museu Reina Sofia).
- Projecta i construeix la traça primitiva i la Porta Reial del Jardí Botànic de Madrid, (1774-1781).
- Construeix el convent de franciscans de Sant Gil en el Prado de Leganitos (1786-1797), transformat poc temps després en quarter per Manuel Martín Rodríguez.
- Canvia l'orientació de l'escala principal del Palau Reial por desig de Carles IV.
- Participa en les obres de reconstrucció de la plaça Mayor de Madrid després de l'incendi de 1790, junt a Juan de Villanueva.

Com a nota, els anomenats Jardins de Sabatini (situats enfront de la façana nord del palau Reial del Madrid, entre el carrer Bailén i la costera de sant Vicent) no foren dissenyats per ell, sinó que es crearen durant els anys trenta del segle xx, durant la segona República, sobre el lloc que ocuparen les cavallerisses construïdes per Sabatini per a servei del palau.
Fora de la cort va construir la Reial Fàbrica d'Armes de Toledo, un quarter per a la Guàrdia Valona en el municipi madrileny de Leganés (el qual actualment forma part de la Universitat Carles III de Madrid), un convent a Valladolid (el Real Monasterio de San Joaquín y Santa Ana) i un altre a Granada (Comendadoras de Santiago) i la coneguda capella de la Immaculada en la Catedral del Burgo de Osma, també anomenada «de Palafox».